# 凱特爾河
凱特爾河（英語：Kettle River）是美國明尼蘇達州卡爾頓縣的一座城市，成立於1921年。其位於凱特爾河沿岸，並因此而得名。根據2010年美國人口普查的數據顯示，凱特爾河的人口為180人。
明尼蘇達州73號公路是凱特爾河的主要道路。

## 地理
根據美國普查局的數據顯示，該市總面積為0.38平方英里（0.98平方公里），全部為陸地。
凱特爾河位於克洛凱西南30英里處。